# To My Surprise
To My Surprise er et eksperimentel rock-band kendt som Slipknot-medlemmets Shawn Crahan sideprojekt. Originalt hed bandet The Orange men de skiftede navn til To My Surprise for et større pladeselskabs debut. Bandet havde en hel del indflydelseskilder som der i blandt var The Monkees, John Lennon, Pink Floyd og Jim Morrison. Medlemmerne var Brandon Darner (en perkussionist som i kort tid var med Slipknot på turné og på nuværende tidspunkt spillet i Envy Corps) som blev vokal- og rytme guitarist, Stevan Robinson Jr. blev sat til lead guitar og bas og Shawn spillede på perkussion og skrev de fleste af lyrikkerne.
I dag menes det at bandet holder pause eller er gået i opløsning da der ikke var meget interesse for deres album og de blev droppet af Roadrunner Records.

## Diskografi
- To My Surprise (2003)

| Musikgruppe | Spire Denne artikel om en amerikansk musikgruppe er en spire som bør udbygges. Du er velkommen til at hjælpe Wikipedia ved at udvide den. |